# Província de Ishikari
Ishikari (石狩国, Ishikari no kuni) foi uma breve província do Japão em Hokkaidō. Corresponde à atual subprefeitura de Ishikari menos Chitose e Eniwa, da subprefeitura de Sorachi, e à metade sul da subprefeitura de Kamikawa exceto Shimukappu.

## História
- 15 de agosto de 1869: Ishikari estabelecida com 9 Distritos
- 1872: Censo aponta população de 6,003 habitantes
- 1882: Províncias  dissolvidas em Hokkaidō

## Distritos
- Ishikari (石狩郡)
- Sapporo (札幌郡) Dissolvido em 1º de setembro de 1996, quando a vila de Hiroshima se tornou a cidade de Kitahiroshima
- Yūbari (夕張郡)
- Kabato (樺戸郡)
- Sorachi (空知郡)
- Uryū (雨竜郡)
- Kamikawa (上川郡)
- Atsuta (厚田郡)
- Hamamasu (浜益郡)